# Юлиус
Юлиус (Julius) — мужское имя и фамилия. Образовано от латинской формы Iulius, что означает «из рода Юлиев».
В странах Скандинавии мальчиков, родившихся в декабре, часто называют Юлиус (по созвучию со словом jul - «Рождество»).

## Фамилия
- Юлиус, Анатолий Михайлович (1897—1977) — поэт, мемуарист, инженер-изобретатель.